# Centraal-Amerika

Centraal-Amerika

Centraal-Amerika (Spaans: Centroamérica, Engels: Central America) is een landengte en culturele regio van het Noord-Amerikaanse continent. Centraal-Amerika maakt integraal deel uit van Midden-Amerika, dat ook Mexico en het Caribisch Gebied omvat.

## Definitie
Centraal-Amerika omvat de landen Belize, Guatemala, El Salvador, Honduras, Nicaragua, Costa Rica en Panama. Vaak worden ook de Mexicaanse staten Chiapas, Tabasco, Campeche, Yucatán en Quintana Roo om geografische redenen tot Centraal-Amerika gerekend. Geopolitiek gezien maken deze staten echter geen deel uit van Centraal-Amerika. In Centraal-Amerika zelf worden vaak om historische redenen ook Belize en Panama niet tot Centraal-Amerika gerekend.

## Landentabel

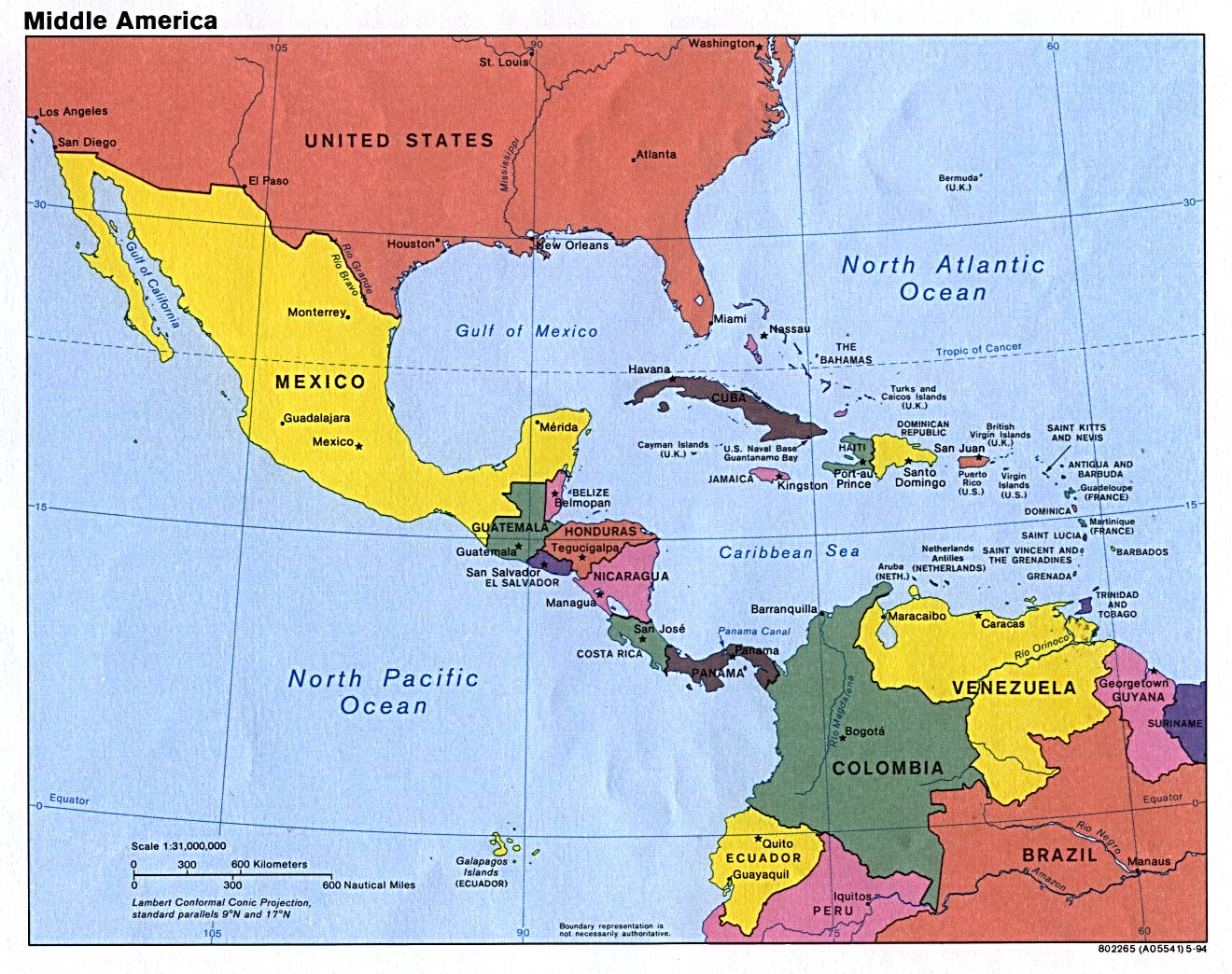

| Land        | Hoofdstad      | Oppervlakte | Inwoners (2018) |
| ----------- | -------------- | ----------- | --------------- |
| Belize      | Belmopan       | 22.966      | 383.071         |
| Costa Rica  | San José       | 51.100      | 4.999.441       |
| El Salvador | San Salvador   | 21.041      | 6.420.746       |
| Guatemala   | Guatemala-Stad | 108.889     | 17.247.849      |
| Honduras    | Tegucigalpa    | 112.492     | 9.587.522       |
| Nicaragua   | Managua        | 130.373     | 6.465.501       |
| Panama      | Panama-Stad    | 75.320      | 4.176.869       |
| Totaal      | -              | 522.181     | 49.280.999      |

## Geografie
Centraal-Amerika bestaat uit een landbrug die Noord- en Zuid-Amerika met elkaar verbindt. Geografisch gezien wordt het in het noorden begrensd door de Landengte van Tehuantepec in Mexico en in het zuiden door Darién op de grens van Panama en Colombia. Centraal-Amerika wordt in het zuidwesten bespoeld door de Grote Oceaan en in het noordoosten door de Caribische Zee. In totaal heeft de landbrug een oppervlakte van zo'n 592.000 vierkante kilometer.
Centraal-Amerika ligt op een gebied met een sterke tektonische activiteit. Het ligt grotendeels op de Caribische Plaat, dat niet ver uit de kust grenst aan de Cocosplaat. Hierdoor is het gebied kwetsbaar voor aardbevingen, zoals in 1931 en 1972, toen de Nicaraguaanse hoofdstad Managua grotendeels werd verwoest. Ook kent het gebied een grote vulkanische activiteit, dat zorgt voor bedreigingen maar ook voor vruchtbare bodems. De Guatemalteekse vulkaan Tajumulco is met 4220 meter het hoogste punt van het gebied.

## Geschiedenis
De oudste sporen van bewoning dateren uit ongeveer 12.000 v.Chr. Het gebied was oorspronkelijk bewoond door Indianen. In het zuiden van Mexico en Guatemala vestigde zich vanaf het begin van onze jaartelling de Mayabeschaving, dat sterk verviel in de 7e eeuw, terwijl het zuiden onder de invloed stond van de Andesbeschavingen.
Het gebied werd veroverd door de Spanjaarden in de 16e eeuw. Door het ontbreken van een gecentraliseerde staat zoals wel bestond bij de Azteken en de Inca's duurde het bijzonder lang tot Centraal-Amerika volledig onder Spaanse controle was. De conquistadores moesten het gebied stadstaat voor stadstaat veroveren en het duurde nog tot 1697 voordat Tayasal in Guatemala als laatste stad in Spaanse handen viel. De Spanjaarden vermengden zich met de lokale bevolking en later ook met slaven die in aanzienlijke hoeveelheden vanuit Afrika werden aangevoerd. Het gebied werd door de Spanjaarden ingedeeld bij de Kapiteinsgeneraliteit Guatemala, dat een onderdeel was van Nieuw-Spanje. Panama viel echter onder Nieuw-Granada terwijl het grootste deel van Belize in de 17e eeuw werd ingenomen door de Engelsen.
In 1822 sloot het gebied zich aan bij het zojuist onafhankelijk geworden Mexico, maar een jaar later werd het gebied onafhankelijk als de Verenigde Staten van Centraal-Amerika. Chiapas, dat tijdens de koloniale periode onder Guatemala viel, koos voor aansluiting bij Mexico, terwijl Panama een departement werd van Colombia. In 1840 viel de Centraal-Amerikaanse federatie uit elkaar en gingen de landen verder als onafhankelijke republieken. In de daaropvolgende decennia werden de landen verscheurd door onderlinge oorlogen, dictaturen en burgeroorlogen. Pogingen de federatie te herstellen mislukten telkens terwijl het Verenigd Koninkrijk en de Verenigde Staten meerdere malen intervenieerden. Een Amerikaanse interventie maakte in 1903 de onafhankelijkheid van Panama mogelijk, waarna werd begonnen met de bouw van het Panamakanaal. Het land veranderde echter wel in een Amerikaanse vazalstaat en ook Nicaragua was een tijdlang bezet door de Verenigde Staten, totdat de revolutionairen van César Sandino de Amerikanen verdreven. Amerikaanse bedrijven, en dan met name de United Fruit Company, wisten het gebied ook economisch in haar greep te krijgen, en de Centraal-Amerikaanse economieën raakten afhankelijk van de export van koffie en bananen naar de Verenigde Staten. Dit alles leverde gaf de Centraal-Amerikaanse staten het imago van bananenrepublieken.

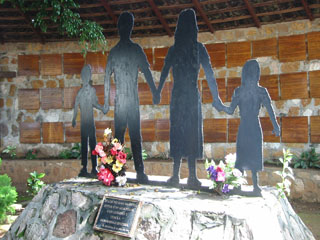
Monument voor de slachtoffers van het Bloedbad van El Mozote in El Salvador, waarbij in 1981 900 dorpsbewoners om het leven kwamen

Vanaf de jaren '20 en 30 ontwikkelden zich in de meeste Centraal-Amerikaanse staten dictaturen die zich lieten inspireren door het Europese fascisme, met als meest gevreesde dictator El Salvadors Maximiliano Hernández Martínez, die na een boerenopstand in 1932 niet minder dan 32.000 mensen om het leven liet brengen. Aanvankelijk werden deze dictators verwelkomd door de Verenigde Staten, die hoopten dat zij stabiliteit zouden brengen, maar na het uitbreken van de Tweede Wereldoorlog nam de steun af, waarna binnenlandse tegenstanders er halverwege de jaren 40 in slaagden de dictators af te zetten. Korte tijd kenden de republieken een democratie maar de democratieën bleken geen stand te houden en al snel vervielen de landen weer in autoritarisme en burgeroorlogen. Slechts in Costa Rica wist de democratie stand te houden, en onder president José Figueres Ferrer wist het zich te ontwikkelen tot een toonbeeld van democratie en stabiliteit in een roerig gebied terwijl het het land ook economisch voor de wind ging. Een ijkpunt in de ontwikkeling van de dictaturen en burgeroorlogen in Centraal-Amerika was Operatie PBSUCCESS waarbij rechtse generaals in 1954 met steun van de Verenigde Staten, bang voor een toenemende invloed van de Sovjet-Unie in de regio, de socialistische president Jacobo Arbenz Guzmán uit het zadel stootten. Vervolgens werd Guatemala verscheurd door staatsgrepen en burgeroorlogen. Vanaf de jaren zeventig bestreden communistische guerrilla's de verschillende militaire regeringen die steeds autoritairder werden, uitlopend op een genocide op de Mayabevolking in de jaren 80. De genocide en de burgeroorlog, die tot de jaren 90 duurden, kostten aan 200.000 mensen het leven. Ook El Salvador veranderde in een bloedbad, waarbij het communistische Nationaal Bevrijdingsfront Farabundo Martí (FLFM) en de regering, gesteund door extreemrechtse doodseskaders, elkaar bestreden. In Nicaragua regeerde decennialang de corruptie Familie Somoza, die in 1979 werd verdreven door de revolutionairen van het Sandinistisch Nationaal Bevrijdingsfront (FSLN), die begonnen met het invoeren van socialistische hervormingen. Hierna ontstond een nieuwe burgeroorlog, waarbij de door de Verenigde Staten gesteunde contra's de Sandinisten bestreden. Verkiezingen in 1990 werden gewonnen door Violeta Barrios de Chamorro waarna de Sandinistische president Daniel Ortega het veld moest ruimen. Panama werd in deze tijd bestuurd door de militaire strongmans Omar Torrijos (tot 1982) en Manuel Noriega (na 1982) die regeerden door middel van marionettenpresidenten. Na een militaire invasie van de Verenigde Staten werd Noriega in 1989 afgezet en gearresteerd.
De ontspanning en het einde van de Koude Oorlog maakten eind jaren 80 een geleidelijk einde aan de burgeroorlogen en dictaturen mogelijk. Begin jaren 90 keerde in de meeste landen de democratie en de vrede terug, hoewel het met de mensenrechten nog steeds matig gesteld is. De republieken van Centraal-Amerika kampen nog altijd met enorme problemen. De sociale en economische ongelijkheid zijn gigantisch en ook de criminaliteitscijfers zijn schrikbarend hoog. Een bijkomend probleem is de heersende corruptie en straffeloosheid; nog altijd is er niemand veroordeeld voor de oorlogsmisdaden en mensenrechtenschendingen die in het verleden gepleegd zijn.

## Steden
De grootste steden in Centraal-Amerika zijn:
| Rang | Stad           | Land        | Bevolking (geschat) |
| ---- | -------------- | ----------- | ------------------- |
| 1    | Guatemala-Stad | Guatemala   | 3.122.458           |
| 2    | San Salvador   | El Salvador | 1.881.584           |
| 3    | Tegucigalpa    | Honduras    | 1.765.626           |
| 4    | Managua        | Nicaragua   | 1.713.807           |
| 5    | San José       | Costa Rica  | 1.648.870           |
| 6    | Panama-Stad    | Panama      | 1.233.204           |
| 7    | San Pedro Sula | Honduras    | 735.272             |
| 8    | Santa Ana      | El Salvador | 182.326             |
| 9    | San Miguel     | El Salvador | 167.078             |
| 10   | León           | Nicaragua   | 167.078             |
| 11   | Quetzaltenango | Guatemala   | 140.405             |
| 12   | La Ceiba       | Honduras    | 138.773             |

Noord-Amerika ·
Midden-Amerika (Centraal-Amerika) ·
Zuid-Amerika

Anglo-Amerika ·
Franco-Amerika ·
Ibero-Amerika ·
(Hispano-Amerika ·
Portugees-Amerika) ·
Latijns-Amerika

Antillen ·
Caraïben ·
Guyana ·
Meso-Amerika ·
West-Indië ·
Zuidkegel